# Clonación de genes
La clonación de genes o "clonación molecular" son un conjunto de métodos experimentales utilizados en biología molecular para ensamblar moléculas de ADN y lograr su copiado dentro de organismos receptores. El uso de la palabra clonación se refiere a que el método comprende el copiado de una molécula única de ADN comenzando con una sola célula viva para producir una gran población de células que contienen moléculas de ADN idénticas. El clonado molecular por lo general utiliza secuencias de ADN de dos organismos diferentes: la especie que es la fuente del ADN que se desea clonar, y la especie que servirá de receptor vivo para el copiado del ADN recombinado. Los métodos de clonado molecular son herramientas muy importantes en los campos contemporáneos de la biología y medicina moderna.
En un experimento convencional de clonado molecular, el ADN que se desea clonar se obtiene del organismo objeto del trabajo, luego se lo trata con enzimas en un tubo de ensayo para producir fragmentos más pequeños de ADN. Posteriormente estos fragmentos son combinados con el vector génico para generar las moléculas de ADN a recombinar. El ADN a recombinar es luego introducido en un organismo receptor (generalmente una cepa fácil de cultivar producto de laboratorio, benigna, de la bacteria E. coli). De esta forma se generara una población de organismos en los cuales el ADN a recombinar es copiado junto con el ADN del receptor. Debido a que contienen fragmentos extraños de ADN estos son microorganismos transgénicos o modificados genéticamente (OGM). Este proceso se ve favorecido por el hecho que se puede inducir a una célula de bacteria única a incorporar y copiar una única molécula de ADN recombinante. Se puede expandir esta célula única de manera exponencial para generar una gran cantidad de bacterias, cada una de las cuales contiene copias de la molécula recombinante original. Por lo tanto la población de bacterias que se producen, y la molécula de ADN recombinante, son denominadas "clones". En forma estricta el, ADN recombinante son las moléculas de ADN, mientras que el clonado molecular son los métodos experimentales utilizados para ensamblarlos.

## Tipos de clonación
Actualmente existen dos formas de realizar clonaciones genéticas, una de ellas es llamada "hermanamiento del embrión artificial", y la otra se llama "transferencia nuclear de células somáticas".[cita requerida]
- Clonación por hermanamiento del embrión artificial: Este es un método utilizado con limitados recursos tecnológicos y económicos. Esta técnica imita el proceso en la creación de gemelos idénticos, en el cual un embrión es dividido en dos en los primeros días luego que el óvulo y el espermatozoide se han unido.

- Transferencia nuclear de las células somáticas: También llamado como "transferencia nuclear". Con esta técnica, es eliminado el núcleo del óvulo (el cual contiene un solo conjunto de cromosomas), y es reemplazado por el núcleo de una célula somática  que contiene los grupos completos de cromosomas. De esta manera el embrión tendrá los mismos cromosomas que la célula somática de la que proviene.